# 태즈만반도검은안테키누스
태즈만반도검은안테키누스(Antechinus vandycki)는 오스트레일리아에서 발견되는 작은 육식성 유대류의 일종이다. 2015년에 처음 기술되었다.